# الغزو البريطاني لريو دي لا بلاتا
الغزوات البريطانية لريو دي لا بلاتا هي سلسلة من الهجمات البريطانية الفاشلة التي كانت تسعى للاستيلاء على المستعمرات الإسبانية القائمة في حوض نهر ريو دي لا بلاتا (حالياً جزء من دولتي الأرجنتين والأوروغواي). حدثت هذه الغزوات بين سنتي 1806 و1807، وكان سياقها وسبُبها هو الحروب النابليونية، حيث أرادت بريطانيا إضعاف نفوذ الإمبراطورية الإسبانية بعد تحالف هذه مع إمبراطورية نابليون الفرنسية.
حدثت الغزوة على شكل مرحلتين أساسيَّتين. بدأت المرحلة الأولى عند احتلال فرقة من الجيش البريطاني مدينة بوينس آيرس في سنة 1806، استمرَّ هذا الاحتلال لـ46 يوماً حتى وصلت القوات الإسبانية ونجحت بطرد البريطانيِّين. هجمت في سنة 1807 فرقة أخرى على مدينة مونتيفيديو ونجحت باحتلالها أيضاً، ونجحت بالبقاء فيها عدَّة شهور، في الأثناء ذاتها، هاجمت فرقة ثالثة بوينس آيرس مرة جديدة. جرت إثر ذلك قتالات لعدة أيام بين القوات البريطانية والقوات الإسبانية التي تدعمها ميليشيات الشوارع، فقد البريطانيون خلالها نصف جنودهم إما كقتلى أو جرحى، ليضطروا للانسحاب مهزومين.
رغم فشل هذا الغزو، إلا أنَّه أحدث تغييرات اجتماعيَّة عدة في المنطقة كانت بعضاً من أسباب ثورة مايو لاحقاً. حيث أن قومية الكريوليِّين المحليِّين تمكنوا - بعد حرمانهم لفترةٍ طويلة من تولي أي مناصب ذات شأن - من اكتساب نفوذ سياسيٍّ باستلامهم الكثير من القيادات العسكرية. إضافةً إلى ذلك، أدى نجاح الميليشيات المحلية (بدعمٍ بسيط من القوات الإسبانية) بصد البريطانيِّين إلى اكتساب سكان المنطقة ثقة عالية بأنفسهم ورغبة بتقرير مصيرهم.

## خلفية
أسس بيدرو دي مندوزا سيدة مدينة الرياح الجيدة (Ciudad de Nuestra Señora del Buen Ayre) في 2 فبراير من عام 1536، بوصفها مستوطنة إسبانية. هُجر الموقع في عام 1541، لكن أعيد تأسيسه في عام 1580 على يد خوان دي غاراي، باسم مدينة الثالوث الأقدس وميناء سانتا ماريا ديل بوين أير (Ciudad de la Santísima Trinidad y Puerto de Santa María del Buen Ayre)، وصارت المدينة من أكبر مدن الأمريكتين. تأسست مستعمرة برتغالية بالقرب من مدينة كولونيا ديل ساكرامنتو في عام 1680. لِصد التوسع البرتغالي، أسس الإسبانيون مدينة مونتفيدو في عام 1726، وفي نهاية المطاف تم التنازل عن مدينة كولونيا لإسبانيا بموجب معاهدة سان ألديفونسو الأولى في عام 1777، بعد عام واحد من تأسيس ملكية ريو دي لا بلاتا البديلة، وهي البلدة التي سبقت الأرجنتين الحديثة.
مُنحت شركة البحر الجنوبي امتيازات تجارية في أمريكا الجنوبية في عهد الملكة آن، بموجب معاهدة سلام أوترخت. كان لدى البريطانيين طموحات طويلة مضمرة في أمريكا الجنوبية، إذ كانوا يَعدّون مصب نهر ريو دي لا بلاتا بصفته أفضل موقع لإقامة مستعمرة بريطانية.
لعبت الحروب النابليونية دورًا مهمًّا في نزاع ريو دي لا بلاتا، ومنذ بداية غزو الأمريكتين كانت إنجلترا مهتمة بثروات المنطقة. بمعاهدة سلام بازل التي أُبرمت في عام 1795 انتهت الحرب بين فرنسا وإسبانيا. في عام 1796 انضمت إسبانيا إلى فرنسا في حربها ضد بريطانيا، بموجب معاهدة سان ألديفونسو الثانية، وهذا أعطى بريطانيا مبررًا لإجراء عمليات عسكرية ضد المستعمرات الإسبانية. في عام 1805 رأت بريطانيا اللحظة المناسبة، بعد هزيمة الأسطول الفرنسي الإسباني في معركة طرف الغار. اضطرت المعركة إسبانيا إلى تقليل اتصالاتها بالمستعمرات الأمريكية إلى أدنى حد. على مر التاريخ أهملت إسبانيا نسبيًّا مدينة بوينس آيرس، إذ كانت ترسل معظم سفنها إلى مدينة ليما التي كانت أهم من الناحية الاقتصادية. آخر مرة وصلت فيها قوة عسكرية إسبانية إلى بوينس آيرس كانت في عام 1784.

### الاهتمام البريطاني بالمنطقة
بين عامَي 1702 و1783 نشبت ست حروب بين إنجلترا وإسبانيا، استمر أغلبها عدة سنوات، وكان لدى بريطانيا قبل الغزو اهتمامات مضمَرة طويلًا بانتزاع السيطرة على المنطقة من أيدي الإسبانيين. أجرى البريطانيون عدة محاولات في نزاعات سابقة لتأسيس موطئ قدم في أمريكا الجنوبية، انظر معركة قرطاجنة في عام 1741.
في عام 1711 صرح جون بولن بأن ريو دي لا بلاتا كانت أفضل مكان في العالم لتأسيس مستعمرة بريطانية.